# Недежів
Недежів (пол. Nedeżów) — село в Польщі, у гміні Ярчів Томашівського повіту Люблінського воєводства. Населення — 243 особи (2011).

## Історія
1578 року вперше згадується православна церква в селі.
За даними етнографічної експедиції 1869—1870 років під керівництвом Павла Чубинського, у селі переважно проживали греко-католики, усе населення розмовляло українською мовою.
27 червня 1938 року польська влада в рамках великої акції руйнування українських храмів на Холмщині і Підляшші знищила місцеву православну церкву.
1942 року польські шовіністи вбили в селі 13 українців.
У 1975—1998 роках село належало до Замойського воєводства.

## Населення
Демографічна структура станом на 31 березня 2011 року:
|          | Загалом | Допрацездатний вік | Працездатний вік | Постпрацездатний вік |
| -------- | ------- | ------------------ | ---------------- | -------------------- |
| Чоловіки | 117     | 15                 | 81               | 21                   |
| Жінки    | 126     | 23                 | 56               | 47                   |
| Разом    | 243     | 38                 | 137              | 68                   |